# 小行星21073
小行星21073（21073 Darksky）是一颗绕太阳运转的小行星，为主小行星带小行星。该小行星于1991年9月发现。

## 轨道参数
小行星21073的轨道半长轴为386 151 619 km，2.5812274 UA，离心率为0.225。